# Deutsches Normalrettungsboot
Das Deutsche Normalrettungsboot war ein offenes Ruderrettungsboot der Deutschen Gesellschaft zur Rettung Schiffbrüchiger (DGzRS), das für die speziellen Verhältnisse an den deutschen Küsten von Nord- und Ostsee entwickelt worden war. Der Rumpf bestand anfangs aus Eisen und später aus Stahlblech und wurde in unterschiedlichen Längen bis zu zehn Meter gefertigt. Die Besatzung bestand aus bis zu 12 Personen, die von einem Vormann geführt wurde. Der Bootstyp wurde ab 1870 zum Standardboot der DGzRS und stand bis zum Zweiten Weltkrieg im regelmäßigen Einsatz.

## Vorgeschichte
Zu Beginn der Seenotrettung stand als einziges seegängiges Einsatzmittel nur das geruderte Rettungsboot zur Verfügung. Meist von lokalen Bootsbauern aus Holz gefertigt waren sie dem Grunde nach Fischerboote, die für diesen Zweck und der besseren Stabilität etwas breiter ausgeführt waren. Um die Boote unsinkbar zu machen und den Auftrieb zu erhöhen verbauten die Bootsbauer Korkauskleidungen und luftgefüllte Kästen, wodurch die Retter nach einer Kenterung wenigstens ein 'festes Ende' im Wasser vorfanden. Ein eiserner Kiel erhöhte dabei die Kentersicherheit. Als weitere Technik kamen Ventile zur Selbstlenzung und die Grundkonstruktion als Selbstaufrichter in Gebrauch. Erst durch die organisierte Seenotrettung erfolgte eine gewisse Standardisierung und Spezialisierung für diesen Zweck. Die vollkommen offenen Boote besaßen Längen zwischen 6 und 9 Meter (20 bis 30 Fuß) und mussten mit 6 bis 10 Ruderern besetzt werden. Zur Eigensicherung waren die Retter mit Korkschwimmwesten ausgestattet und trugen schweres Ölzeug gegen die Nässe.
Wie schon ihre Vorgängergesellschaften beschaffte die DGzRS hölzerne Peake-Boote aus England und eiserne Francis-Boote aus den USA, die sich aber beide an den flachen Küsten von Nord- und Ostsee nicht bewährten. Die Rettungsboote lagerten dort meistens in einem festen Schuppen an Land und mussten mühselig zum Strand und ins Wasser transportiert werden. Das selbstaufrichtende Peake-Boote war dafür auch mit Pferdegespannen zu schwer. Ihr Einsatz beschränkte sich auf Stationen mit Ablaufbahnen an Flussmündungen oder Häfen, wo das Gewicht der Boote kein Hindernis für die Einsatzfähigkeit darstellte. Da das Francis-Boot nur halb so schwer war lag es bei der DGzRS am häufigsten auf den Stationen. 1867 waren von 55 Booten der Gesellschaft 31 Exemplare vom Typ Francis, die ab 1860 auch in Hamburg bei der späteren Reiherstiegwerft in Lizenz gebaut wurden. Gegenüber dem Peake-Boot hatte es jedoch eine geringere Tragfähigkeit und war in der Brandung schlecht steuerbar. Beide Boote hatten den Nachteil, dass sie nicht gesegelt werden konnten. Für die mitunter langen An- und Abmarschwege an den deutschen Küsten waren sie daher nur bedingt geeignet. Neben den beiden genannten Typen wurden auch Bonnensen-Boote aus Dänemark importiert und Boote lokaler Bootsbauer eingesetzt.

## Konstruktion und Bauvarianten
Um die Vielfalt an unterschiedlichen Bootstypen zu reduzieren und allen Rettern an Nord- und Ostsee ein für sie brauchbares und den einheimischen Bedingungen angepasstes Boot zur Verfügung stellen zu können, begann man sich bei der neu gegründeten DGzRS Gedanken über ein 'eigenes' Rettungsboot zu machen. Dazu wurden die Bootsentwicklungen im In- und Ausland von Sachverständigen der Gesellschaft geprüft und bewertet, um daraus Vorgaben für die Grundkonstruktion eines einheitlichen Rettungsboots zu formulieren. Dieses sollte die Vorzüge der beiden Grundtypen von Peake und Francis vereinen.
In der ersten Hälfte der 1870er Jahre entwickelten danach die Werften Kirchhoff in Stralsund und Havighorst in Rönnebeck bei Bremen den Prototyp des Deutschen Normalrettungsboots. Am Ende der Entwicklung fasste die DGzRS 1879 den Beschluss nur noch diesen Typ für ihre Stationen zu beschaffen und die vorhandenen Boote nach und nach damit zu ersetzen. Gleichzeitig wurde beschlossen allen Booten der Gesellschaft Namen zu geben.
Durch die aus geriffeltem Eisenblech geformte Außenhaut war das neue Boot im Prinzip ein verbessertes Francis-Boot. Die Kannelierung machte nach außen hin den Anschein eines Holzbootes in Klinkerbauweise. An Stelle eines Kiels besaß es eine in der Mitte 40 cm breite Kielsohle, die sich zu den spitzen Vor- und Hintersteven hin verjüngte. Durch diesen flachen Boden konnte es gut über Sandbänke und durch die Brandung gesteuert werden. Den Kiel ersetzte ein Schwert, welches durch eine Öffnung im Boden in einen nach oben offenen Kasten einziehbar war. Mit den verbauten Luftkästen im Bug und Heck sowie dem äußeren Korkgürtel war es nahezu unsinkbar. Der Korkgürtel war mit starkem Segeltuch umwickelt und wirkte als Scheuerleiste beim Längsseitsgehen. Das Ruderblatt konnte durch einen Mantel aus Blech verlängert werden, um die Steuerfähigkeit bei hohem Wellengang, wenn das Ruder aus dem Wasser stampft, zu verbessern.
Als Zubehör stand ein Mast mit den zugehörigen Segeln zur Verfügung, um die Kräfte der Retter bei langen Wegen zu schonen. Zur Verhinderung des Querverdriftens und Umschlagens in der Brandungszone war ein Lenzsack an Bord. Der trichterförmiger Sack aus starkem Segeltuch, wird nachgeschleppt und hält das Boot der Länge nach vor der See, wenn hohe Brandung den Hintersteven so weit hebt, dass das Steuer über Wasser kommt. Weiteres Zubehör bestand aus Bootshaken, Wurfanker, Tauwerk, Beil und Ledereimer sowie zur Navigation Kompass, Handlot und Laterne. An der Bordwand waren rings herum Seile in Schlaufen angebunden, damit sich im Wasser befindliche Personen daran festhalten konnten. Zum Entfernen von übergenommenem Wasser war eine Pumpe an Bord.
Bei einer Breite von 2,55 Meter hatten die meisten Ausführungen eine Länge von 7,5 oder 8,5 Meter. Das später aus Stahlblech hergestellte 8,5 Meter lange Deutsche Normalrettungsboot wog 1.350 Kilogramm und hatte einschließlich der vollständigen Besatzung einen Tiefgang von nur 35 Zentimetern. Es konnte auf dem genormten Transport- und Ablaufwagen mit Pferden gut durch die Dünengürtel zum Strand und in die Nähe des Havaristen verbracht werden. Nach einer Wende im Wasser ließ sich das auf Rollen gelagerte Boot über die Kippvorrichtung ins Wasser gleiten.
Für Stationen an Flussmündungen war eine Variante in 9,5 Meter Länge verfügbar und einzelne Modelle waren auch mit einer Selbstlenzeinrichtung versehen. Für die Rettung bei Eisgang gab es spezielle Eisboote von 5,5 bis 6 Meter Länge. Im Jahr 1890 lagen 97 Boote auf den Stationen, von denen 75 vom deutschen Standardtyp waren. Darunter waren zehn Boote mit Ventilen zur Selbstlenzung ausgerüstet. Von den restlichen Booten waren 19 aus Holz gefertigt, von denen noch eins vom Type Peake war.
Der Bootstyp wurde zum Standardtyp an den deutschen Küsten und bildete weit über den Ersten Weltkrieg hinaus das Rückgrat der deutschen Rettungsflotte. Selbst nach Stationierung von Motorrettungsbooten blieben die Ruderrettungsboote weiterhin als Reserve in den Rettungsschuppen. 1939 standen noch 55 Ruderrettungsboote im Einsatz. Der letzte registrierte Einsatz eines Ruderettungsbootes (Rettungsboot Reichspost) bei der DGzRS erfolgte am 5. März 1942.

## Erhaltene Normalrettungsboote
- UNSER EILAND gebaut 1908, heute: neben Rettungsschuppen Seenotrettungsstation Wustrow.
- OTTO HASS Indienststellung 1894 auf Borkum, heute: im Borkumer Heimat- und Inselmuseum „Dyk Hus“
- FÜRST BISMARCK (II) Indienststellung 1914 auf Norderney, heute: im historischen Rettungsschuppen Seenotrettungsstation Norderney.
- SPIEKEROOG laut DGzRS Archiv gab es kein Boot dieses Namens; es handelt sich um die ALEXANDER, die auf Spiekeroog stationiert war. heute: Deutsches Schifffahrtsmuseum Bremerhaven.[9]
- MAGDEBURG (II) gebaut 1901 bei Havighorst und auf Juist stationiert. Heute: umgetauft auf den Namen SOPHIA in der Schule Schloss Salem.
- GENERALPOSTMEISTER gebaut 1926 bei Havighorst und in Hinterpommern bis 1943 eingesetzt, heute: vollständig renoviert im  historischen Rettungsschuppen Friedrichschleuse in Carolinensiel.
- AUGUST GRASSOW gebaut 1906 bei Havighorst und in Westeraccumersiel stationiert, heute: im Besitz Verein Historische Seenotrettung Horumersiel im Rettungsschuppen bei der Seenotrettungsstation Horumersiel.

Quellen: 